# Лянкэ, Юрий Григорьевич
Ю́рий Григо́рьевич Ля́нкэ (рум. Iurie Leancă; род. 20 октября 1963, Чимишлия, Молдавская ССР, СССР) — молдавский политический и государственный деятель. Министр иностранных дел и европейской интеграции Республики Молдова и первый вице-премьер-министр (2009—2013), премьер-министр Республики Молдова с 25 апреля 2013 по 18 февраля 2015 года, вице-премьер-министр по европейской интеграции с 10 января 2018 по 8 июня 2019 года.
Первый заместитель председателя Либерал-демократической партии Молдовы (апрель 2011 — февраль 2015).

## Образование
- Начальное образование получил в лицее имени Михая Эминеску в городе Чимишлия[1].
- 1981—1986 гг. — Московский государственный институт международных отношений, степень лиценциата в области международных отношений. Владеет румынским, русским, английским, французским, венгерским и болгарским языками[2].

## Профессиональная деятельность
- 1986—1993 гг. — сотрудник министерства иностранных дел.
- 1993—1997 гг. — министр-советник Посольства Республики Молдова в Соединённых Штатах Америки.
- 1998 г. — посол по особым поручениям по вопросам европейской интеграции.
- 1998—1999 гг. — заместитель министра иностранных дел.
- 1999—2001 гг. — первый заместитель министра иностранных дел.
- 2001—2005 гг. — вице-президент компании «ASCOM-Grup».
- 2005—2007 гг. — старший советник Верховного комиссара ОБСЕ по делам национальных меньшинств.
- 2007—2009 гг. — вице-президент компании «ASCOM-Grup».
- 2005—2009 гг. — вице-председатель Ассоциации по внешней политике.
- 2009 г. — депутат парламента Республики Молдова.
- 2009—2013 гг. — первый вице-премьер, министр иностранных дел и европейской интеграции в правительствах Филат I и Филат II.
- 2009—2015 гг. — член, вице-председатель Либерал-демократической партии Молдовы
- 2013—2014 гг. — премьер-министр Республики Молдова.
- С 2015 года до настоящего времени — неприсоединившийся депутат парламента Республики Молдова.
- С 2015 года до настоящего времени — председатель Европейской народной партии Молдовы.
- Осенью 2016 года был выдвинут Европейской народной партией Молдовы в качестве кандидата на президентских выборах 30 октября[3].

## Дипломатический ранг
Чрезвычайный и полномочный посол.

## В правительстве Молдовы
Указом президента Республики Молдова № 4-V от 25 сентября 2009 года назначен на должность заместителя премьер-министра, министра иностранных дел и европейской интеграции.
5 марта 2013 года правительство Республики Молдова во главе с Владимиром Филатом получило вотум недоверия в парламенте, однако Владимир Филат оставался на посту премьер-министра как исполняющий обязанности.
22 апреля 2013 года Конституционный суд Республики Молдова признал неконституционным нахождение Владимира Филата на должности исполняющего обязанности премьер-министра и обязал президента назначить нового исполняющего обязанности премьер-министра. 23 апреля 2013 года президент Николай Тимофти подписал указ о назначении исполняющим обязанности премьер-министра Юрия Лянкэ. Указ вступил в силу 25 апреля 2013 года.
30 мая 2013 года утверждён парламентом голосами 58 депутатов Либерал-демократической партии Молдовы и Демократической партии Молдовы, депутатами-«реформаторами» Либеральной партии и некоторыми независимыми депутатами в должности премьер-министра Республики Молдова.
28 января 2015 года президент Николай Тимофти назначил Юрия Лянкэ кандидатом на должность премьер-министра на второй срок, однако 12 февраля 2015 года получил поддержку 42 депутатов Либерал-демократической партии Молдовы и Демократической партии Молдовы, и второй кабинет премьер-министра Лянкэ не был утверждён. В феврале его сменил новый премьер-министр Кирилл Габурич.

## Правительство Лянкэ
| Должность                                                                     | Имя                    | Партия       | Дата назначения | Дата освобождения |
| ----------------------------------------------------------------------------- | ---------------------- | ------------ | --------------- | ----------------- |
| Премьер-министр                                                               | Юрий Лянкэ             | ЛДПМ         | 30 мая 2013     | 18 февраля 2015   |
| Вице-премьер-министры                                                         |                        |              |                 |                   |
| Первый вице-премьер-министр, министр иностранных дел и европейской интеграции | Наталья Герман         | ЛДПМ         | 30 мая 2013     | 18 февраля 2015   |
| Вице-премьер-министр, министр экономики                                       | Валерий Лазэр          | ДПМ          | 30 мая 2013     | 3 июля 2014       |
| Вице-премьер-министр, министр экономики                                       | Андриан Канду          | ДПМ          | 3 июля 2014     | 23 января 2015    |
| Вице-премьер-министр по реинтеграции                                          | Евгений Карпов         | ЛДПМ         | 30 мая 2013     | 18 февраля 2015   |
| Вице-премьер-министр по социальным вопросам                                   | Татьяна Потынг         | ЛРПМ         | 30 мая 2013     | 18 февраля 2015   |
| Министры                                                                      |                        |              |                 |                   |
| Министр финансов                                                              | Вячеслав Негруца       | ЛДПМ         | 30 мая 2013     | 14 августа 2013   |
| Министр финансов                                                              | Анатолий Арапу         | ЛДПМ         | 14 августа 2013 | 18 февраля 2015   |
| Министр юстиции                                                               | Олег Ефрим             | ЛДПМ         | 30 мая 2013     | 18 февраля 2015   |
| Министр внутренних дел                                                        | Дорин Речан            | ЛДПМ         | 30 мая 2013     | 18 февраля 2015   |
| Министр обороны                                                               | Виталий Маринуца       | ЛРПМ         | 30 мая 2013     | 27 февраля 2014   |
| Министр обороны                                                               | Игорь Панфилов (и. о.) | Беспартийный | 27 февраля 2014 | 5 апреля 2014     |
| Министр обороны                                                               | Валерий Троенко        | ЛРПМ         | 5 апреля 2014   | 18 февраля 2015   |
| Министр строительства и регионального развития                                | Марчел Рэдукан         | ДПМ          | 30 мая 2013     | 18 февраля 2015   |
| Министр сельского хозяйства и пищевой промышленности                          | Василий Бумаков        | ЛДПМ         | 30 мая 2013     | 18 февраля 2015   |
| Министр транспорта и дорожной инфраструктуры                                  | Василий Ботнарь        | ДПМ          | 30 мая 2013     | 18 февраля 2015   |
| Министр окружающей среды                                                      | Георгий Шалару         | ЛРПМ         | 30 мая 2013     | 5 июня 2014       |
| Министр окружающей среды                                                      | Валентина Цапиш        | ЛРПМ         | 6 июня 2014     | 18 февраля 2015   |
| Министр просвещения                                                           | Майя Санду             | ЛДПМ         | 30 мая 2013     | 18 февраля 2015   |
| Министр культуры                                                              | Моника Бабук           | ДПМ          | 30 мая 2013     | 18 февраля 2015   |
| Министр труда, социальной защиты и семьи                                      | Валентина Булига       | ДПМ          | 30 мая 2013     | 18 февраля 2015   |
| Министр здравоохранения                                                       | Андрей Усатый          | ЛДПМ         | 30 мая 2013     | 18 февраля 2015   |
| Министр молодёжи и спорта                                                     | Октавиан Бодиштяну     | ЛРПМ         | 30 мая 2013     | 18 февраля 2015   |
| Министр информационных технологий и связи                                     | Павел Филип            | ДПМ          | 30 мая 2013     | 18 февраля 2015   |
| Члены правительства по должности                                              |                        |              |                 |                   |
| Башкан Гагаузии                                                               | Михаил Формузал        | ПРМ          | 30 мая 2013     | 18 февраля 2015   |
| Президент академии наук                                                       | Георгий Дука           | ДПМ          | 30 мая 2013     | 18 февраля 2015   |

## Личная жизнь
Мать — этническая болгарка. Семейное положение: женат, двое детей.

## Заявления
Юрие Лянкэ, будучи министром иностранных дел и европейской интеграции Республики Молдова, в июне 2011 года заявил и в ноябре 2011 года подтвердил, что подаст в отставку с поста министра иностранных дел и европейской интеграции Республики Молдова, если до конца 2012 года граждане Республики Молдова не получат безвизовый режим со странами Европейского союза.
Глава делегации Европейского союза в Республике Молдова Дирк Шубель оценил это заявление как «очень храброе».
В итоге 24 декабря 2012 года Лянкэ подал заявление об отставке действующему тогда премьер-министру Республики Молдова Владу Филату. Последний, однако, это заявление не принял и организовал пресс-конференцию, объяснив своё решение тем, что доволен успехами Лянкэ и к отставке министра вернётся тогда, когда первый гражданин Республики Молдова поедет в ЕС с молдавским паспортом.
В июне 2013 года Лянкэ, будучи уже премьер-министром Республики Молдова, вновь пообещал, что безвизовый режим с ЕС для граждан Республики Молдова настанет осенью 2014 года.
В итоге граждане Республики Молдова смогли воспользоваться безвизовым режимом для краткосрочных поездок в страны шенгенской зоны начиная с 28 апреля 2014 года.
26 февраля 2015 года Юрий Лянкэ объявил о выходе из Либерал-демократической партии Молдовы (ЛДПМ) по причине того, что нынешняя ЛДПМ сильно отличается от партии, которая была в последние годы. Также причиной является то, что ЛДПМ нарушила обещание гражданам не находиться в сотрудничестве с Партией коммунистов Республики Молдова (ПКРМ), а также из-за назначения миноритарного правительства из ЛДПМ и ДПМ, поддержанный ПКРМ. Будучи назначеным кандидатом на должность премьер-министра на второй срок, Юрий Лянкэ основывался на поддержке проевропейских партий, включая Либеральную партию, а не на поддержке коммунистов.
После ухода из ЛДПМ Юрий Лянкэ объявил о создании нового политического проекта. Ожидаемое название — Европейская народная партия Молдовы. Среди создателей партии — большинство вышедших из ЛДПМ, из состава правительства Лянкэ, а также экс-министр молодёжи и спорта Республики Молдова Октавиан Цыку и политический аналитик, в прошлом политик Оазу Нантой.
26 июля 2015 года состоялся первый конгресс, на котором состоялось учреждение Европейской народной партии Молдовы. Юрий Лянкэ был избран председателем партии.
7 ноября 2018 года Антикоррупционная прокуратура возбудила уголовное дело против Юрия Лянкэ по факту финансирования учёбы сына бывшего премьера Ливиу Тристана Лянкэ Иланом Шором уже приговорённым годом раннее к 7 годам и 6 месяцам лишения свободы по делу о «Банковском мошенничестве». В ответ на обвинения журналистов и Антикоррупционной прокуратуры Лянкэ заявил, что банковские выписки, представленные журналистами ложные. В свою очередь Илан Шор, когда его спросили, оплачивал ли он обучение сына Юрия Лянкэ, сказал, что не помнит.

## Награды
- Орден Республики (2014 год)[27]
- Командор ордена «За заслуги перед Итальянской Республикой» (Италия, 2 июня 2013 года)[28]